# Stenomelania rufescens
Stenomelania rufescens là một loài ốc nước ngọt trong họ Thiaridae.

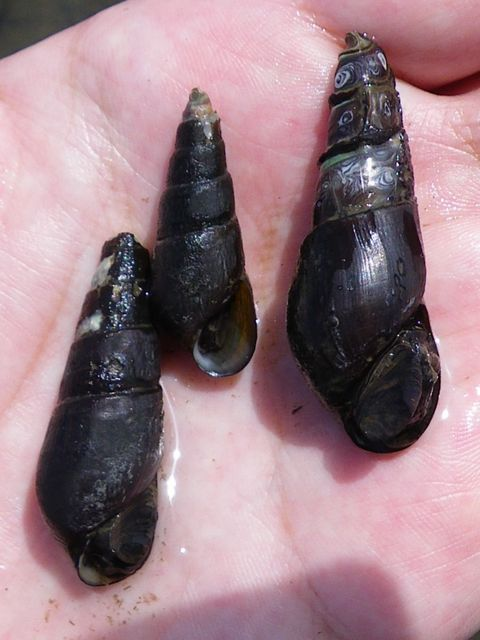
3 mẫu vật của Stenomelania rufescens

## Phân bố
- Nó là loài dễ tổn thương (VU) ở Nhật Bản.[1]